# 里亚舒-达斯阿尔马斯
里亚舒-达斯阿尔马斯是巴西伯南布哥州的一个市镇。总面积313.99平方公里，总人口18442人，人口密度58.7人/平方公里。